# هانگچون-دونگ
هانگچون-دونگ (به لاتین: Haengchon-dong) یک منطقهٔ مسکونی در کره جنوبی است که در منطقه جونگنو واقع شده‌است.